# 読解
読解（どっかい）とは、読み解く（文章などを見て、その内容を理解すること）ことである。

## 概念
読解とは、文章に触れ、そこに内包された情報を、読者と書き手とが共有する文章表現の規則や約束事であるコードと読者に既有の知識や情報および経験を手がかりとして解読し、それを理解し、解釈するまでの、読者の一連の行為を指す概念である。

## 読解力
読解力（どっかいりょく、英: reading comprehension）とは、一般的には文章などを読み解く能力を指す。とりわけ日本では、国語教育を想定した上で、「教材としての文章の内容を正確に読み取る」という意味合いで用いられることが従来より多かった。
しかし近年、PISAの調査結果から、日本は国際的に見て読解力が高い水準とはいえないことが明らかとなっている。この調査における、「読解力」に相当する分野は"Reading Literacy"と呼ばれるものであり、「PISA型読解力」などの表現で従来の用法と区別されている。文部科学省によれば、この両者の違いを踏まえ、後者の「PISA型読解力」の特徴を次のようにまとめている。
1. テキストに書かれた情報を理解するだけでなく、「解釈」し、「熟考」することを含む。
2. テキストを単に読むだけでなく、テキストを利用したり、テキストに基づいて自分の意見を論じたりすることが求められている。
3. テキストの内容だけでなく、構造・形式・表現法も評価の対象となる。
4. テキストには、文学的な文章や説明的文章などの「連続型テキスト」だけでなく、図・グラフ・表などの「非連続型テキスト」を含んでいる。

なお、PISAで高水準の結果を示したフィンランドの教育実践は、近年（読解力以外の観点も含めて）注目を集めている。